# 金寶町站
金寶町站（日语：／ Kimpōchō eki */?）是位於岐阜縣岐阜市神田町7丁目，名古屋鐵道岐阜市內線的電車站（廢站）。

## 歷史
此站在1911年，美濃電氣軌道路線開通時同時啟用。在1944年（昭和19年）一度暫停營業。
- 1911年（明治44年）2月11日 - 美濃電氣軌道市內線岐阜站前站至今小町站（後來與泉町站合併）之間開通，此站啟用[1]。
- 1930年（昭和5年）8月20日 - 美濃電氣軌道與名古屋鐵道（第一代。同年中改名為名岐鐵道，在1935年起再改名為名古屋鐵道）合併。成為名古屋鐵道的岐阜市內線電車站[2]。
- 1944年（昭和19年） - 此站暫停營業[1]。
- 1955年（昭和30年）10月30日 - 此站重開[1]。
- 2005年（平成17年）4月1日 - 隨著岐阜市內線全線廢除，此站也被廢除[3]。

## 電車站構造
截至電車站廢除前，此站是地面車站，設有2面2線的相對式月台。兩個乘車處都是斜對向的，分別前往不同方向，南邊是前往忠節站方向。乘車處是位於道路上，沒有安全地帶，只有被稱為「Green Belt」的路面範圍（在該處路面會塗上綠色塗裝）。
由於此站距離新岐阜站前站只有400米，因此較少乘客使用此站。另外由於新岐阜站附近道路經常擠塞，電車常常誤點，因此也有一些乘客會在此站提早下車步行或步行至此站才乘車。

### 配線圖
| ← 徹明町方向    | 金寶町站 站內配線略圖 | → 新岐阜站前、 岐阜站前方向 |
| 图例 参考文献： |                       |                             |

## 車站周邊
- 岐阜華盛頓廣場酒店

## 相鄰電車站
名古屋鐵道
■岐阜市內線
新岐阜站前－金寶町－徹明町

## 注腳
1. 1 2 3  . 鄉土出版社（日语：郷土出版社）. 1997: 218–230. ISBN 4-87670-097-4 （日语）.
2. ↑  . 鄉土出版社（日语：郷土出版社）. 1997: 218–230. ISBN 4-87670-097-4 （日语）.
3. ↑  今尾惠介（監修）.  7号. 新潮社. 2008: 52. ISBN 978-4107900258 （日语）.
4. ↑  川島令三. . 名古屋北部・岐阜篇 1. 草思社（日语：草思社）. 1997: 130. ISBN 4-7942-0796-4 （日语）.
5. ↑  電氣車研究會（日语：電気車研究会），《鐵道畫刊（日语：鉄道ピクトリアル）》通卷第473號 1986年12月 臨時增刊号 「特集 - 名古屋鐵道」，附圖「名古屋鐵道路線略圖」